# Свирин, Андрей Ермолаевич
Андрей Ермолаевич Свирин (1899 — 1977) — советский разведчик, генерал-майор (1944). Старший брат генерал-майора И. Е. Свирина.

## Биография
Родился 14 декабря 1899 года в селе Михайловка Харабалинской волости Енотаевского уезда Астраханской губернии (ныне Харабалинского района Астраханской области) в русской многодетной семье крестьян, отец Ермолай Антонович Свирин. В 1914 году окончил высшее начальное училище .
В РККА с 27 мая 1919 года. Член ВКП(б) с 1926 года.
Участник Гражданской войны на Южном фронте (1919-1920). С октября 1919 по апрель 1920 года - стрелок батальона особого назначения. Боролся с бандитизмом (1920-1922), в том числе в Карелии. С 1920 по 1921 год проходил обучение на 8-х Астраханских пехотных курсах. После их окончания в июне 1921 года служил командиром взвода, помощником начальника, начальником пулемётной команды, помощником командира батальона, начальником полковой школы 427-го — 144-го стрелкового полка 48-й стрелковой дивизии.
С 1924 по 1925 год - слушатель повторного отделения при Московской военной школе.
С декабря 1927 по июнь 1931 года - командир роты Московской объединённой пехотной школы.
Окончил два курса основного факультета (1931-1933), и восточный факультет (1933-1936) Военной академии РККА имени М.В. Фрунзе. Владел английским и китайским языками.
В РУ РККА — РУ Генерального штаба Красной армии с апреля по октябрь 1936 находился в распоряжении, затем до июля 1938 секретный уполномоченный 2-го (восточного) отдела, потом до мая 1940 начальник разведывательного отдела штаба Забайкальского военный округ. В распоряжении Управления по начальственному составу РККА с мая по июль 1940, преподаватель кафедры общей тактики Военной академии имени М. В. Фрунзе с июля по октябрь 1940. Старший преподаватель кафедры оперативно-тактической подготовки, кафедры разведки Высшей специальной школы Генерального штаба Красной армии с октября 1940 по июнь 1941. Участник Великой Отечественной войны, с июня по август 1941 командир особой разведывательно-партизанской организации (в/ч 9903) при штабе Западного фронта. Летом 1941 за время боёв был дважды контужен, и лишь после второй направлен в госпиталь.
С ноября 1941 начальник 12-го отделения Информационного отдела, с ноября 1942 начальник 3-го (дальневосточного) отдела 2-го (информационного) управления ГРУ. Начальник разведывательного отдела штаба Черноморской группы войск Закавказского фронта (Северо-Кавказского фронта) с 1942 по 1943. С апреля по май 1943 начальник разведывательного отдела штаба Степного военного округа. С мая 1943 в распоряжении РУ ГШ, с июля начальник факультета Высшей разведывательной школы Красной армии, с октября 1943 и до окончания войны начальник Краснознёменных Высших разведывательных Курсов усовершенствования офицерского состава Красной Армии. После войны с октября 1945 в распоряжении ГРУ ГШ, с сентября 1947 начальник отдела Главного управления кадров.
С 11 августа 1948 года - в запасе.
По некоторым данным подвергался репрессиям, обвинён по статье 58 пункт 10 УК РСФСР. Приговор суда: 6 лет заключения с поражением в правах на 3 года. Однако сведения о самом заключении отсутствуют. Проживая в столице, не забывал о месте рождения, благодаря ему в родном селе появилась своя электростанция.

### Звания
- красноармеец (1919);
- майор (30.12.1935);
- полковник (15.07.1938);
- генерал-майор (17.06.1944).

### Награды
- Орден Ленина (21.02.1945, за выслугу лет);
- 2 ордена Красного Знамени (16.03.1943; 03.11.1944, за выслугу лет);
- Орден Отечественной войны I степени (17.06.1944);
- Орден Красной Звезды (№3667495 от 28.10.1967);
- Медаль "За доблестный труд. В ознаменование 100-летия со дня рождения Владимира Ильича Ленина";
- Юбилейная медаль «XX лет РККА» (1938);
- Медаль "Партизану Отечественной войны" 1-й степени (1943);
- Медаль "За оборону Москвы";
- Медаль "За оборону Кавказа";
- Медаль "За победу над Германией в Великой Отечественной войне 1941-1945гг.";
- Медаль "Двадцать лет победы в Великой Отечественной войне 1941-1945гг.";
- Медаль "Тридцать лет победы в Великой Отечественной войне 1941-1945гг.";
- Медаль "30 лет Советской Армии и Флота";
- Медаль "40 лет Вооруженных Сил СССР";
- Медаль "50 лет Вооруженных Сил СССР";
- Медаль "В память 800-летия Москвы";
- ещё медали.

## Семья
В семье было 11 детей. Его младший брат, Иван Ермолаевич Свирин (1913 — ?), также стал генералом. Ещё один младший брат, Василий Ермолаевич Свирин (1921 — ?), лейтенант, поступил в Смоленское пулемётное училище в 1939 и проходил службу в 151-м стрелковом полку 8-й стрелковой дивизии.

## Память
На основании решения Совета МО «Харабалинский район» от 30 октября 2013 за № 265 «О присвоении звания «Почётный гражданин МО «Харабалинский район» и занесении в Почётную книгу «Золотые имена Харабалинского района» внесено имя Андрея Ермолаевича Свирина.